# Steve Rude

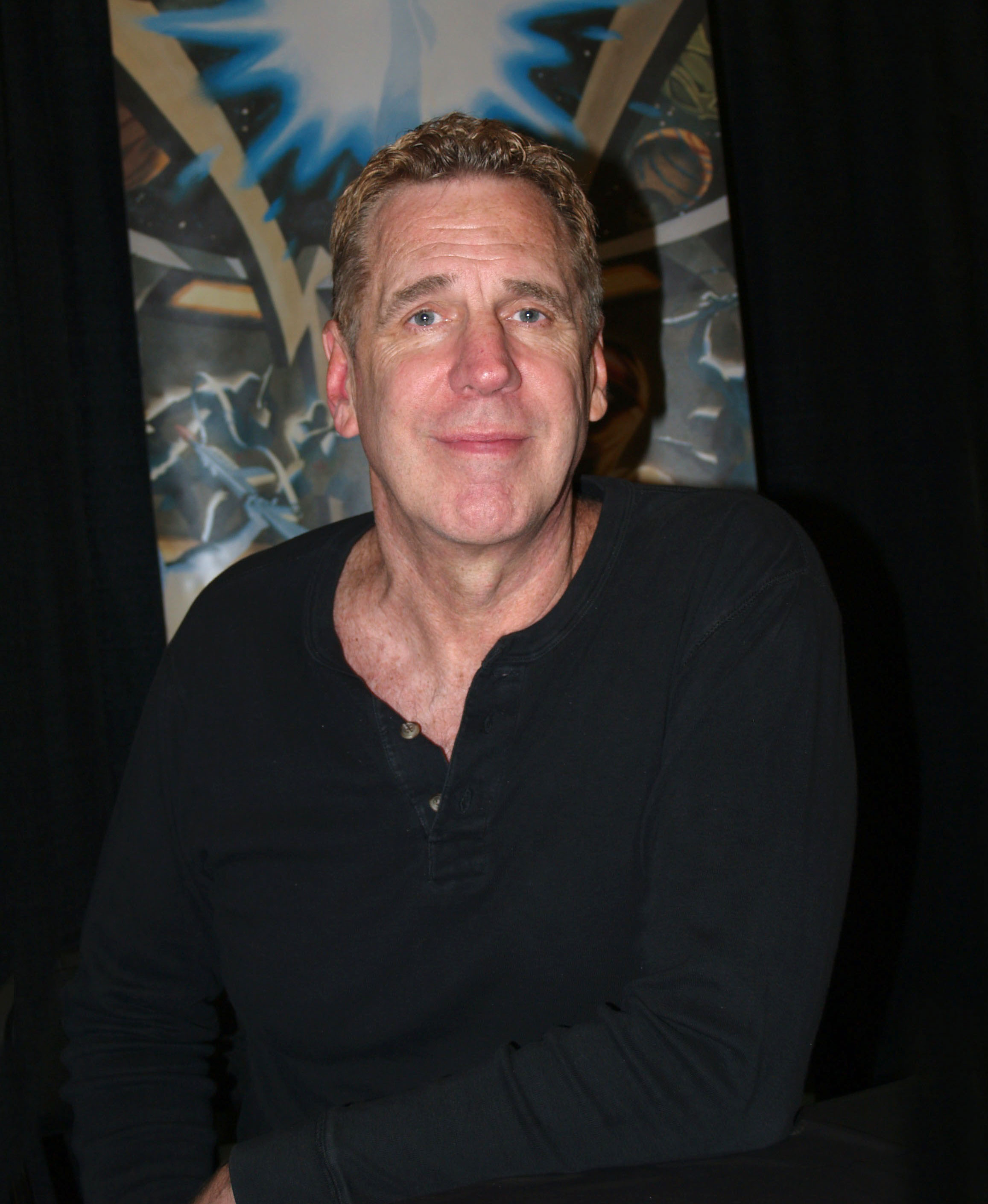
Steve Rude (2015)

Steve Rude (* 31. Dezember 1956 in Madison, Wisconsin) ist ein US-amerikanischer Comiczeichner.

## Leben und Wirken
Nachdem Rude in den späten 1970er Jahren begonnen hatte, als hauptberuflicher Comiczeichner zu arbeiten, erlebte er 1982 seinen künstlerischen Durchbruch mit dem philosophischen Science-Fiction-Comic Nexus, den er gemeinsam mit dem Autor Mike Baron ersonnen hatte. Die Reihe, die binnen kurzer Zeit kommerziell, vor allem aber auch künstlerisch zu einem großen Erfolg wurde, unterschied sich dabei von der großen Masse der Sci-Fi-Comics der Zeit aufgrund ihrer Thematisierung schwieriger Themen wie Schuld oder Gerechtigkeit sowie durch ihre komplexe Erzählstruktur.
Nexus erreichte insgesamt 80 Ausgaben, bevor der Titel als reguläre Reihe eingestellt wurde, denen später noch sieben in sich abgeschlossene Miniserien nachfolgten. Rude gestaltete dabei einen Großteil, wenn auch nicht alle Zeichnungen der Hefte die unter dem Nexus-Label erschienen. Für seine Arbeit an Nexus wurde Rude, der für seinen glatten, den Konventionen der 1960er Jahre nahekommenden, Zeichenstil bekannt ist, schließlich mit vier Eisner Awards, einem Kirby Award sowie dem Russ Manning Award ausgezeichnet.
2006 rief Rude sein eigenes Zeichenstudio Rude Dude Productions ins Leben, das er als Plattform für die Publikation seiner Eigenschöpfung, der Serie The Moth, die er ursprünglich 2004 entwickelte und deren erste Ausgaben von Dark Horse Comics herausgegeben wurden, sowie für eine Reihe neuer Nexus-Geschichten nutzt.